# Трактриса

Трактриса з початком в точці (4,0)

Трактриса (від лат. trahere — тягнути) крива, по якій рухається об'єкт, якщо його тягнути по горизонтальній площині за мотузку фіксованої довжини, якщо напрямок руху тягача є ортогональним до початкового положення мотузки та швидкість тягача нескінченно мала величина. Тому трактриса буде кривою погоні.
З геометричної точки зору трактрису визначають як трансцендентну криву, для якої довжина відрізка дотичної від точки дотику до точки перетину з фіксованою прямою є сталою величиною.
Ця крива була вперше описана Клодом Перро в 1670. Пізніше її досліджували Ісаак Ньютон (1676) і Християн Гюйгенс (1692).

## Рівняння трактриси

Трактриса, отримана штовханням та перетягуванням відрізка.

Припустимо, об'єкт розташовано в точці (a,0) (або (4,0) як на малюнку, наведеному вище), а тягач знаходиться в початку координат, тоді довжиною мотузки a (4 на малюнку). Тягач починає рухатися уздовж осі y в додатному напрямку. У кожний момент руху мотузка буде дотичною до кривої y = y (x) описаного об'єкта, так що крива повністю визначається рухом тягача. Математично рух можна описати за допомогою диференціального рівняння:
{\displaystyle {\frac {dy}{dx}}=-{\frac {\sqrt {a^{2}-x^{2}}}{x}}\,\!}
з початковою умовою y (a) = 0, розв'язком якого є
{\displaystyle y=\int _{x}^{a}{\frac {\sqrt {a^{2}-t^{2}}}{t}}\,dt=\pm \left(a\ln {\frac {a+{\sqrt {a^{2}-x^{2}}}}{x}}-{\sqrt {a^{2}-x^{2}}}\right).\,\!}
Перша частина цього рішення також може бути записана, як
{\displaystyle a\ \mathrm {arsech} {\frac {x}{a}},\,\!}
де arsech є оберненою гіперболічною функцією ареакосеканс.
Від'ємна гілка відповідає випадку, коли тягач переміщується у від'ємному напрямку від початку координат. Обидві гілки належать до трактриси та зустрічаються в особливій точці (a, 0).
Параметричний опис:
{\displaystyle x=\pm \ a\cdot \left(\ln {\operatorname {tg} {\frac {t}{2}}}+\cos t\right)~}
{\displaystyle y=a\cdot \sin t~}

## Визначення трактриси
Важливою ознакою трактриси є постійність відстані між точкою P на кривій та перетином дотичної в Р з асимптотою кривої.
Трактриса може бути розглянута в різні способи:
1. Це геометричне місце точок центру гіперболічної спіралі при її розмотці (без ковзання) на прямій.
2. Евольвента ланцюгової лінії, яка описує повністю гнучку, нееластичну, однорідну струну, прикріплену до двох точок, яку помістили у гравітаційне поле. Ланцюгова лінія задається рівнянням {\displaystyle y(x)=a\,\operatorname {cosh} (x/a)}.
3. Траєкторія, яка визначається серединою заднього моста автомобіля, який тягне канат з постійною швидкістю і в постійному напрямку (на початку руху перпендикулярного до автомобіля).

Функція має горизонтальні асимптоти. Крива симетрична щодо осі Y. Радіус кривини {\displaystyle r=a\,\operatorname {cot} (x/y)}.
Поверхня обертання трактриси навколо своєї асимптоти (осі x), є псевдосферою.
У 1868 році Еудженіо Бельтрамі вивчав псевдосферу, як поверхню постійної від'ємної гаусової кривини.
Псевдосфера є локальною моделлю неевклідової геометрії.
Ця ідея була здійснена Едвардом Казнером та Джеймсом Ньюменом у книзі «Математика та Уява», де вони показали іграшковий потяг, який перетягували за допомогою кишенькового годинника для створення трактриси.

## Властивості трактриси

Ланцюгова лінія як еволюта трактриси

Площа, обмежена трактрисою і її асимптотою:
{\displaystyle S={{\pi a^{2}} \over 2}~}
Довжина дуги, від точки (0 ; а) до довільної точки трактриси:
{\displaystyle s_{l}=-a\ln \sin t~}
Радіус кривини:
{\displaystyle R=a\;\operatorname {ctg} \;t}
Еволюта (лінія, що огинає нормалі):
{\displaystyle y(x)=a~\operatorname {ch} (x/a)} (ланцюгова лінія)

## Практичне застосування
В 1927 році була запатентована розробка — рупорний гучномовець, який заснований на припущенні, що фронт хвилі, яка проходить через рупор має сферичну форму з постійним радіусом. Ідея полягає в тому, щоб звести до мінімуму спотворення, викликані внутрішнім відбиттям звуку в рупорі. Отримана форма є поверхнею обертання трактриси.

## Обчислювальні машини
- В жовтні та листопаді 1692 року Християн Гюйгенс описав три трактриси створені машинами.
- В 1693 році Лейбніц оприлюднив машину, яка, в теорії, може інтегрувати будь-яке диференціальне рівняння. Машина була тягової конструкції.
- В 1706 році Джон Перкі побудував тягову машину для того, щоб реалізувати гіперболічну квадратуру.
- В 1729 році Джованні Полені побудував тяговий пристрій, що дозволив накреслити логарифмічні функції.